# Haemogregarina dakarensis
Haemogregarina dakarensis is een soort in de taxonomische indeling van de Myzozoa, een stam van microscopische parasitaire dieren. Het organisme komt uit het geslacht Haemogregarina en behoort tot de familie Haemogregarinidae. Haemogregarina dakarensis werd in 1920 ontdekt door Léger.